# Liste der Baudenkmäler in Oberneukirchen (Oberbayern)
Auf dieser Seite sind die Baudenkmäler in der oberbayerischen Gemeinde Oberneukirchen zusammengestellt. Diese Tabelle ist eine Teilliste der Liste der Baudenkmäler in Bayern. Grundlage ist die Bayerische Denkmalliste, die auf Basis des Bayerischen Denkmalschutzgesetzes vom 1. Oktober 1973 erstmals erstellt wurde und seither durch das Bayerische Landesamt für Denkmalpflege geführt wird. Die folgenden Angaben ersetzen nicht die rechtsverbindliche Auskunft der Denkmalschutzbehörde.

## Baudenkmäler nach Ortsteilen

### Oberneukirchen
| Lage                 | Objekt                     | Beschreibung | Akten-Nr.    | Bild           |
| -------------------- | -------------------------- | --- | ------------ | -------------- |
| Dangl 126 (Standort) | Ehemaliges Kleinbauernhaus | Satteldachbau mit Blockbau-Obergeschoss, erstes Drittel 19. Jahrhundert. | D-1-83-134-2 | BW             |
| Hofmark 1 (Standort) | St. Margareta              | Katholische Pfarrkirche, spätgotischer einschiffiger Tuffquaderbau mit Westturm, um 1479, barockisiert durch Franz Alois Mayr, 1757–59, Chor nach Norden erweitert 1923, südlich Wolfgangskapelle, 16. und 18. Jahrhundert; mit Ausstattung; Friedhofsummauerung, im Kern 15. Jahrhundert. | D-1-83-134-1 | weitere Bilder |

### Weitere Ortsteile
| Lage                           | Objekt           | Beschreibung | Akten-Nr.     | Bild |
| ------------------------------ | ---------------- | --- | ------------- | ---- |
| Althör (Standort)              | Feldkapelle      | Putzbau mit vergitterter Nische, erbaut 1821; mit Ausstattung; zwischen Althör und Schmidberg. | D-1-83-134-4  | BW   |
| Blümhub 3 (Standort)           | Stadel           | Bundwerkstadel des Vierseithofes, zweitennig, erbaut 1863. | D-1-83-134-6  | BW   |
| Donislreit 132 (Standort)      | Brunnen          | Windbrunnen mit aufgesetztem Windrad, Stahlkonstruktion, wohl 1925/27. | D-1-83-134-25 | BW   |
| Garrer 115 (Standort)          | Stadel           | Stadel des Vierseithofes mit Bundwerkfront und mehreren Tennkästen im Obergeschoss, um 1870/71; quer dazu Stallstadel mit eingebautem älterem Getreidekasten und Bundwerk über Brockenmauerwerk, gleichzeitig. | D-1-83-134-10 | BW   |
| Gasteig 53 (Standort)          | Stadel           | Bundwerkstadel des Vierseithofes, zweites Viertel 19. Jahrhundert; quer dazu an Ostseite Stallstadel mit Bundwerk, gleichzeitig. | D-1-83-134-11 | BW   |
| Kargsinn 36 (Standort)         | Bauernhof        | Sehr stattlicher Vierseithof: Wohnstallhaus in Brockenmauerwerk, mit bemalten Balkenköpfen und Gitterbundwerk über dem Stall, erbaut 1863, über der Tür bezeichnet mit dem Jahr 1872; als Ostflügel Hütte mit Traidboden und Bundwerk; Bundwerkstadel, zweitennig; quer dazu Stallstadel mit Bundwerk. Alle Nebengebäude erbaut 1831–36. | D-1-83-134-12 | BW   |
| Neukerfen (Standort)           | Stadel           | Bundwerkstadel des Vierseithofes Beim Straßer, zweitennig, mit hohen Gitterbundwerkstreifen, um 1850/60. | D-1-83-134-13 | BW   |
| Oberaich 1 (Standort)          | Stadel           | Bundwerkstadel des Vierseithofes, zweitennig, mit Gitterbundwerkstreifen, Mitte 19. Jahrhundert. | D-1-83-134-14 | BW   |
| Oberaich 12 1/2 (Standort)     | Heiligenhäuschen | Kleine Bildstock-Kapelle, wohl 19. Jahrhundert, erneuert um 1950; an der Straße von Oberneukirchen nach Forsting unter einer Linde. | D-1-83-134-26 | BW   |
| Reiserer 29 (Standort)         | Feldkapelle      | Neugotischer Satteldachbau, zweite Hälfte 19. Jahrhundert; mit Ausstattung. | D-1-83-134-15 | BW   |
| Scheuereck 26 (Standort)       | Bauernhaus       | Wohnstallhaus des Vierseithofes, mit rückseitigem Bundwerk über Brockenmauerwerk; quer dazu Stallstadel mit Brockenmauerwerk; Stadel, mit reich dekoriertem Bundwerk über Brockenmauerwerk, alle Bauteile Mitte 19. Jahrhundert. | D-1-83-134-16 | BW   |
| Schmidlehen 60 (Standort)      | Stadel           | Bundwerkstadel des Vierseithofes, zweitennig, Erdgeschoss in Brockenmauerwerk, Ostgiebel mit Gitterfeld, Mitte 19. Jahrhundert. | D-1-83-134-18 | BW   |
| Sinn, Flur Oberaich (Standort) | Bildstock        | Gemauert, 19. Jahrhundert; am Weg zwischen Oberaich und Sinn a. d. Straß. | D-1-83-134-19 | BW   |
| Steiglehen 17 (Standort)       | Bildstock        | Gemauerter Bildstock mit vergitterter Nische, 18./19. Jahrhundert; östlich des Hofes. | D-1-83-134-20 | BW   |
| Thaler 20 (Standort)           | Bauernhaus       | Wohnstallhaus des ehemaligen Parallelhofs, Massivbau mit reichem, bemaltem Gitterbundwerk am Wirtschaftsteil, um 1830/40. | D-1-83-134-21 | BW   |
| Unteraich (Standort)           | Wegkapelle       | Gemauert, mit halbrundem Schluss, spätes 19. Jahrhundert. | D-1-83-134-22 | BW   |

## Ehemalige Baudenkmäler
In diesem Abschnitt sind Objekte aufgeführt, die früher einmal in der Denkmalliste eingetragen waren, jetzt aber nicht mehr. Objekte, die in anderem Zusammenhang also z. B. als Teil eines Baudenkmals weiter eingetragen sind, sollen hier nicht aufgeführt werden. Aktennummern in diesem Abschnitt sind ehemalige, jetzt nicht mehr gültige Aktennummern.

| Lage                        | Objekt         | Beschreibung | Akten-Nr.     | Bild |
| --------------------------- | -------------- | --- | ------------- | ---- |
| Utting Utting 42 (Standort) | Getreidekasten | Zugehörig freistehender Getreidekasten, zweite Hälfte 18. Jahrhundert, Überbau mit Bundwerkgiebel, Mitte 19. Jahrhundert. | D-1-83-134-23 | BW   |